# Crassula micans
Crassula micans (лат.) — вид суккулентных растений рода Толстянка (Crassula) семейства Толстянковые (Crassulaceae), естественно произрастающий на территории Мадагаскара.

## Название
Родовое латинское название Crassula происходит от латинского слова crassus, — «толстый», в основном из-за присутствия у растений этого рода сочных листьев.
Видовой эпитет micans переводится с латыни как «блестящий, с легким металлическим блеском».

## Ботаническое описание
Небольшое стелющееся растение с супротивными ланцетными черешковыми листьями, окаймленными фиолетовыми фестончатыми краями. Цветки с зелеными чашелистиками; доли венчика ланцетные, уплощенные, створчатые, розовые; тычинки белые.

## Таксономия
Crassula micans Vahl ex Baill., первое упоминание в Bull. Mens. Soc. Linn. Paris 1: 469 (1885).

### Подвиды
Подтвержденные подвиды в соответствии с данными сайта Plants of the World Online на 2024 год:
- Crassula micans var. micans
- Crassula micans var. vavarana Desc.